# Alla våra hemligheter
Alla våra hemligheter (originaltitel: The Couple Next Door) är en brittisk thriller- och dramaserie från 2023 som hade premiär den 27 november 2023 på Channel 4. Första säsongen består av sex avsnitt. Serien är baserad på den holländska TV-serien Nieuwe buren, och hade premiär på SVT Play den 6 december 2023.

## Handling
Serien utspelar sig i Storbritannien och kretsar kring den gravida läraren Evie och hennes man Pete som flyttar in ett välbärgat område. Det dröjer inte länge förrän de drabbas av en stor förlust.

## Rollista (i urval)
- Eleanor Tomlinson – Evie
- Sam Heughan – Danny
- Alfred Enoch – Pete
- Hugh Dennis – Alan
- Jessica De Gouw – Becka